# ヒンドゥスタン・モーターズ

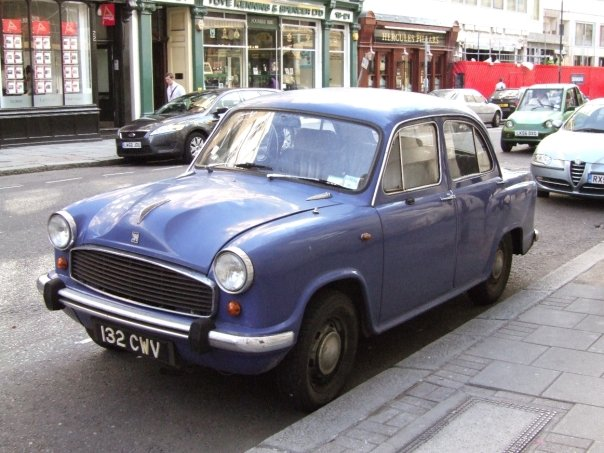
ヒンドゥスタン・アンバサダー

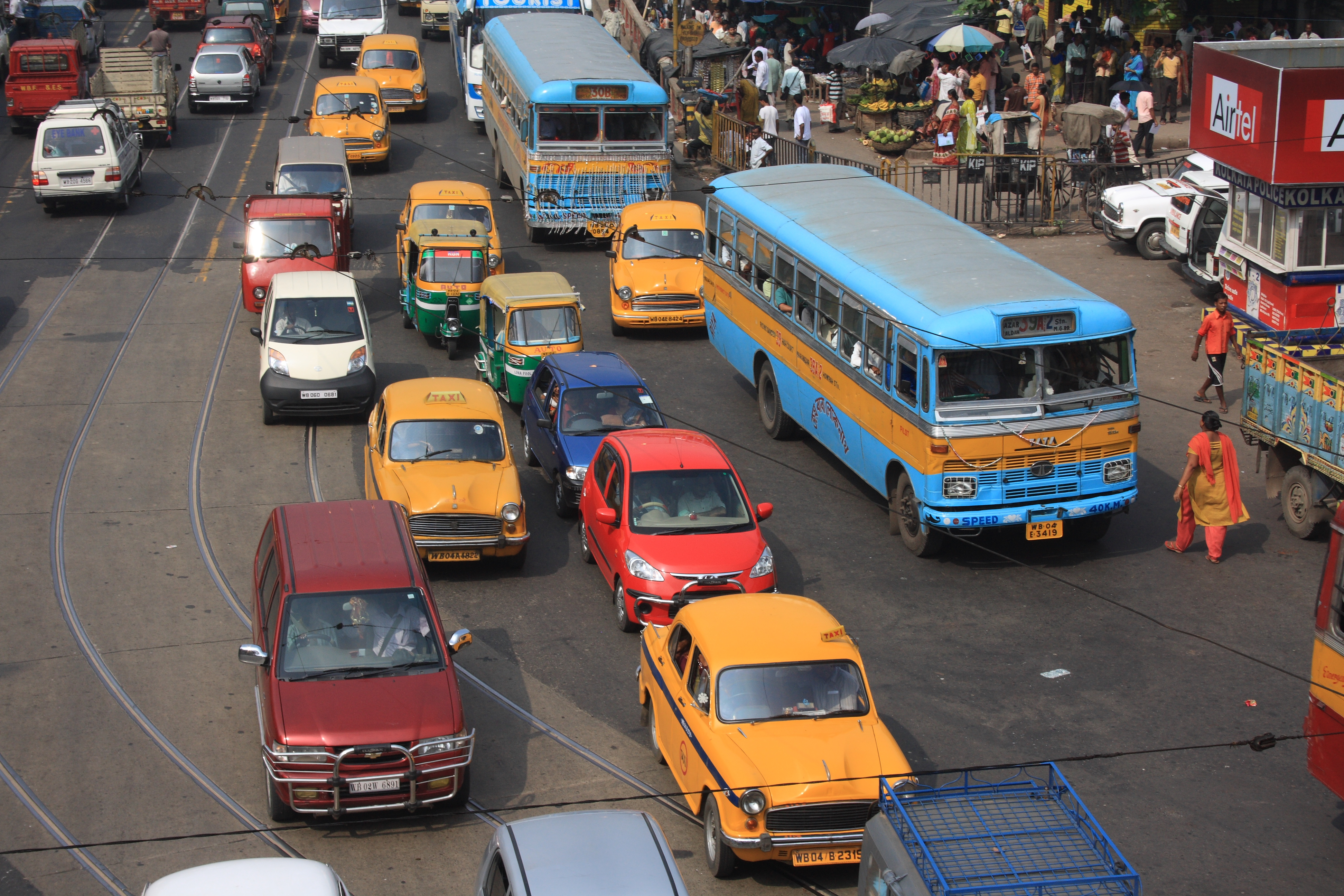
インドではどこでも見られた光景。タクシーはほとんどアンバサダーだった。

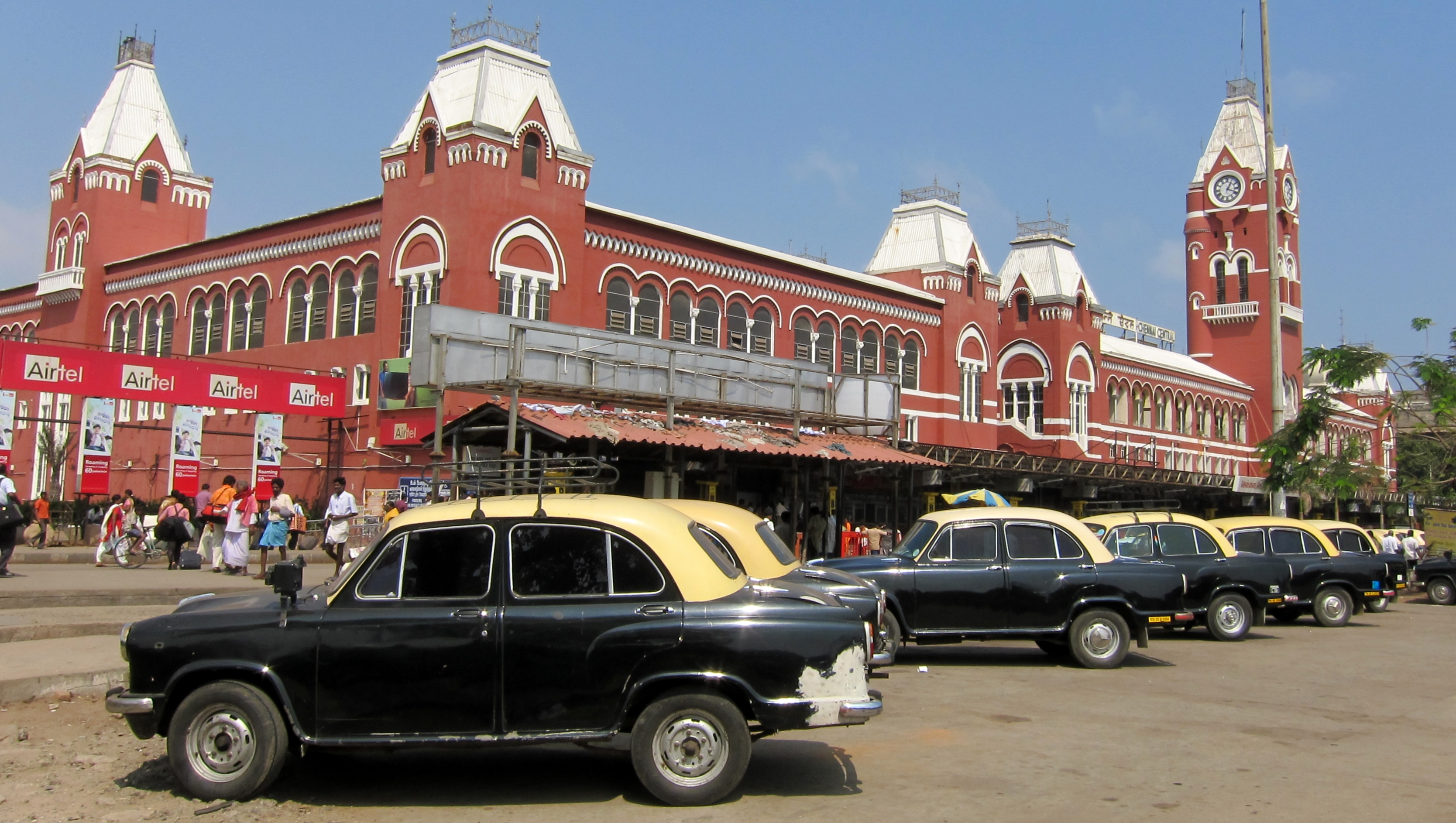
チェンナイ中央駅前。

ヒンドゥスタン・モーターズ（Hindustan Motors Limited、略称：HM）は、インドの自動車メーカーである。G.P-C.Kビルラ・グループ（ビルラファミリー）に属する。1942年に設立され、コルカタに本社を構え、西ベンガル州ウッタルパラとチェンナイ近郊のティルヴァッルールに工場を有する。
英国車のモーリス・オックスフォードをベースにしたヒンドゥスタン・アンバサダーが有名である。アンバサダーは2014年までウッタルパラ工場で生産が続けられていた。
過去にはボクスホール・ヴィクターVEをベースにしたヒンドゥスタン・コンテッサの製造も行なっていた。アンバサダー、コンテッサともにいすゞ自動車からエンジンの供給を受けて搭載していた。
また、三菱自動車工業とも提携し、インド国内で三菱車の販売も行なっている。2010年現在、ランサー（5代目）、セディア（6代目ランサー）、パジェロ（2代目）、アウトランダーのティルヴァッルール工場での現地生産、およびモンテロ（4代目パジェロ）とランサーエボリューションXの完成車輸入がそれぞれ行われている。
この他、中国の山東時風集団からライセンス供与を受けて、小型トラック「ウィナー」を2008年12月に発表している。しかし近年は経営不振に陥っており、幹部社員の相次ぐ退職が報じられている。
2013年6月28日、いすゞ自動車のインド現地法人「いすゞモーターズ インディア」との間でインドにおけるSUVおよびピックアップトラックの生産委託契約が締結され、いすゞからコンプリートノックダウン(CKD)キットの供給を受けて同年12月10日からティルヴァッルール工場でMU-7の組立が開始された。
社名の「ヒンドゥスタン」とは、主にインド亜大陸北部の平野部一体（インドだけでなく、パキスタンなど隣国の一部も含む）を意味し、時にインドの別称としても用いられる「ヒンドゥスターン हिंदुस्तान」（ペルシア語で「ヒンドゥー（インド人）の国」の意）という地域名称である。日本においては、英語風に読んで「ヒンダスタン」と表記されることもある。